# 특성 상태 함수
통계역학에서 특성 상태 함수(characteristic state function)란 어떠한  앙상블의 분배함수와의 관계를 나타낸다. 예를 들어 만약 분배함수 P가 {\displaystyle p=exp(-\beta Q)} 또는 {\displaystyle p=exp(+\beta Q)}로 주어지면 Q는 P라는 앙상블의 특성 상태 함수라 불린다.

## 예
- 작은 바른틀 앙상블은 {\displaystyle \Omega (U,V,N)=\exp(S)=\exp(\beta k_{\mathrm {B} }TS)}를 만족한다. 따라서, 작은 바른틀 앙상블의 특성 상태 함수는 온도와 엔트로피의 곱 {\displaystyle k_{\mathrm {B} }TS}다. 정성적으로 말하면 이 양은 특정 온도에서의 엔트로피의 에너지를 나타낸다.
- 바른틀 앙상블은 {\displaystyle Z(T,V,N)=\exp(-\beta A)} 을 만족하므로 특성 상태 함수는 헬름홀츠 자유 에너지가 된다.
- 큰 바른틀 앙상블은 {\displaystyle \Xi (T,V,\mu )=\exp(-\beta \Phi )}를 만족하므로 특성 상태 함수는 큰 퍼텐셜 {\displaystyle \Phi }다. (균일한 계의 경우는 {\displaystyle \Phi =-PV}다.)
- 등온-등압 앙상블은 {\displaystyle \Delta (N,T,P)=\exp(-\beta G)}를 만족하므로 특성 상태 함수는 기브스 자유 에너지다.